# Oxigén-difluorid
| oxigén-difluorid                                                                                                | |
| Az oxigén-difluorid molekula szerkezete és mérete                                                               | |
| Az oxigén-difluorid molekula kalottamodellje                                                                    | |
| \| \| \| | |
| Más nevek | oxigén-fluorid hipofluorossav anhidrid |
| Kémiai azonosítók                                                                                               | |
| CAS-szám | 7783-41-7 |
| PubChem | 24547 |
| ChemSpider | 22953 |
| EINECS-szám | 231-996-7 |
| ChEBI | 30494 |
| RTECS szám | RS2100000 |
| SMILES | FOF |
| InChI | 1/F2O/c1-3-2 |
| InChIKey | UJMWVICAENGCRF-UHFFFAOYSA-N |
| Gmelin | 1054 |
| UNII | 7BCS2CW398 |
| Kémiai és fizikai tulajdonságok                                                                                 | |
| Kémiai képlet                                                                                                   | OF2 |
| Moláris tömeg                                                                                                   | 53,9962 g/mol |
| Megjelenés | színtelen gáz, cseppfolyósítva halványsárga folyadék                                                                                      |
| Szag | sajátos, kellemetlen szagú |
| Sűrűség | 1,90 g/cm³ (−224° C, folyadék), 1,719 g/cm³ (−183° C, folyadék), 1,521 g/cm³ (folyadék −145 °C-on), 1,88 g/l (gázként szobahőmérsékleten) |
| Olvadáspont | −223,8 °C |
| Forráspont | −144,75 °C |
| Oldhatóság (vízben)                                                                                             | hidrolizál |
| Termokémia | |
| Std. képződési entalpia ΔfHo298                                                                                 | 24,5 kJ mol−1 |
| Standard moláris entrópia So298                                                                                 | 246,98 J/mol K |
| Hőkapacitás, C                                                                                                  | 43,3 J/mol K |
| Rokon vegyületek                                                                                                | |
| Rokon vegyületek                                                                                                | HFO O2F2 NHF2 NF3 SCl2 |
| Ha másként nem jelöljük, az adatok az anyag standardállapotára (100 kPa) és 25 °C-os hőmérsékletre vonatkoznak. | |
| | |

Az oxigén-difluorid kémiai vegyület, az oxigén egyik fluoridja, képlete OF2. Molekulaszerkezete – ahogy azt a vegyértékelektronpár-taszítási elmélet is jósolja – V alakú, mint a vízé, de tulajdonságai nagyon eltérőek tőle, erős oxidálószer lévén. Kritikus pontja -58 °C 4,95 MPa nyomáson.

## Előállítása
Először 1929-ben szintetizálták, olvadt kálium-fluorid és kis mennyiségű vizet tartalmazó hidrogén-fluorid elektrolízisével állították elő. A manapság használt eljárásban nátrium-hidroxid híg vizes oldatát reagáltatják fluorral, melléktermékként nátrium-fluorid keletkezik:
2 F2 + 2 NaOH →  OF2 + 2 NaF + H2O

## Reakciói
Erős oxidálószer. Benne az oxigén oxidációs száma +2, ami nem fordul elő más vegyületben. 200 °C felett gyökös mechanizmussal oxigénre és fluorra bomlik.
Számos fémmel oxidok és fluoridok képződése közben reagál. A nemfémekkel is reakcióba lép, foszforral reagálva PF5 és POF3 keletkezik, kénnel reakcióba lépve SO2 és SF4 képződik belőle, és magasabb hőmérsékleten még a xenonnal is reagál, miközben XeF4 és xenon-oxifluoridok keletkeznek.
Vízzel nagyon lassan reagál, ebben a reakcióban oxigén és HF keletkezik:
OF2 + H2O → 2 HF (aq.) + O2 (g)
A kén-dioxidot kén-trioxiddá oxidálja:[forrás?]
OF2 + SO2 → SO3 + F2,
azonban UV-sugárzás jelenlétében szulfuril-fluorid (SO2F2) és piroszulfuril-fluorid (S2O5F2) a termék:
OF2 + 2 SO2 → S2O5F2

## A kultúrában
Robert L. Forward Camelot 30K című sci-fi regényében az oxigén-difluoridot a Kuiper-övben élő kitalált lények biokémiai oldószerként használják.

## Veszélyei
Veszélyes vegyület, erős oxidálószer.

## Fordítás
Ez a szócikk részben vagy egészben  az   Oxygen difluoride című angol Wikipédia-szócikk ezen változatának fordításán alapul.  Az eredeti cikk szerkesztőit annak laptörténete sorolja fel. Ez a jelzés csupán a megfogalmazás eredetét és a szerzői jogokat jelzi, nem szolgál a cikkben szereplő információk forrásmegjelöléseként.